# Klubowe Mistrzostwa Świata w piłce siatkowej mężczyzn 2015
Klubowe Mistrzostwa Świata w piłce siatkowej mężczyzn 2015 (oficjalna nazwa 2015 FIVB Men’s Volleyball Club World Championship) – 11. turniej o tytuł klubowego mistrza świata, który odbył się w dniach 27 października-1 listopada 2015 roku w Brazylii w Belo Horizonte.

## System rozgrywek
Turniej składał się z dwóch rund, w trakcie których rozegrano 16 meczów.
W fazie grupowej stworzono dwie grupy (A i B). W każdej znalazły się po 4 zespoły. Rywalizacja w każdej grupie odbywała się systemem kołowym. Do fazy pucharowej awansowały po dwie najlepsze drużyny z każdej z grup. Zespoły z miejsc 3-4 zostały sklasyfikowane w tabeli końcowej turnieju na 5. miejscu.
W fazie finałowej odbyły się półfinały, mecz o 3. miejsce i finał. Pary półfinałowe zostały stworzone według wzoru:
A1 – B2
A2 – B1.
Przegrani półfinałów zagrali o 3. miejsce, natomiast wygrani zmierzyli się w finale. Zwycięzca meczu finałowego został klubowym mistrzem świata.

## Drużyny uczestniczące
| Drużyna              | Sposób awansu                                         |
| -------------------- | ----------------------------------------------------- |
| Sada Cruzeiro        | Gospodarz                                             |
| Zenit Kazań          | Zwycięstwo w Lidze Mistrzów                           |
| Pajkan Teheran       | 3 miejsce w Klubowych Mistrzostw Azji                 |
| UPCN San Juan Vóley  | Zwycięstwo w Klubowych Mistrzostw Ameryki Południowej |
| Capitanes de Arecibo | reprezentant NORCECA                                  |
| Al-Ahly Kair         | reprezentant Klubowych Mistrzostw Afryki              |

## Rozgrywki

### Faza grupowa

#### Grupa A
Tabela
| Lp. | Drużyna              | Mecze | Mecze   | Mecze   | Pkt | Sety | Sety | Sety  | Małe punkty | Małe punkty | Małe punkty |
| Lp. | Drużyna              | M     | W (3:2) | P (2:3) | Pkt | wyg. | prz. | ratio | zdob.       | str.        | ratio       |
| --- | -------------------- | ----- | ------- | ------- | --- | ---- | ---- | ----- | ----------- | ----------- | ----------- |
| 1   | Zenit Kazań          | 2     | 2 (0)   | 0 (0)   | 6   | 6    | 1    | 6.000 | 169         | 138         | 1.225       |
| 2   | Sada Cruzeiro        | 2     | 1 (0)   | 1 (0)   | 3   | 4    | 3    | 1.333 | 158         | 145         | 1.090       |
| 3   | Capitanes de Arecibo | 2     | 0 (0)   | 2 (0)   | 0   | 0    | 6    | 0.000 | 106         | 150         | 0.707       |

Źródło: 
Punktacja: 3:0 i 3:1 – 3 pkt; 3:2 – 2 pkt; 2:3 – 1 pkt; 1:3 i 0:3 – 0 pkt
Zasady ustalania kolejności: 1. liczba zwycięstw, 2. liczba punktów, 3. stosunek setów, 4. stosunek małych punktów, 5. bilans w bezpośrednich meczach
Legenda:   awans do półfinału
Wyniki
| Data  | Godz. | Drużyna 1     | Wynik | Drużyna 2            | 1     | 2     | 3     | 4     | 5 | Widzów | * |
| ----- | ----- | ------------- | ----- | -------------------- | ----- | ----- | ----- | ----- | - | ------ | - |
| 27.10 | 20:10 | Sada Cruzeiro | 3:0   | Capitanes de Arecibo | 25:13 | 25:18 | 25:20 |       |   | 3304   | 1 |
| 28.10 | 20:10 | Sada Cruzeiro | 1:3   | Zenit Kazań          | 20:25 | 18:25 | 25:19 | 20:25 |   | 4603   | 2 |
| 29.10 | 17:10 | Zenit Kazań   | 3:0   | Capitanes de Arecibo | 25:19 | 25:20 | 25:16 |       |   | 1531   | 3 |

#### Grupa B
Tabela
| Lp. | Drużyna             | Mecze | Mecze   | Mecze   | Pkt | Sety | Sety | Sety  | Małe punkty | Małe punkty | Małe punkty |
| Lp. | Drużyna             | M     | W (3:2) | P (2:3) | Pkt | wyg. | prz. | ratio | zdob.       | str.        | ratio       |
| --- | ------------------- | ----- | ------- | ------- | --- | ---- | ---- | ----- | ----------- | ----------- | ----------- |
| 1   | Pajkan Teheran      | 2     | 2 (0)   | 0 (0)   | 6   | 6    | 0    | MAX   | 150         | 120         | 1.250       |
| 2   | UPCN San Juan Vóley | 2     | 1 (0)   | 1 (0)   | 3   | 3    | 3    | 1.000 | 141         | 135         | 1.044       |
| 3   | Al-Ahly Kair        | 2     | 0 (0)   | 2 (0)   | 0   | 0    | 6    | 0.000 | 114         | 150         | 0.760       |

Źródło: 
Punktacja: 3:0 i 3:1 – 3 pkt; 3:2 – 2 pkt; 2:3 – 1 pkt; 1:3 i 0:3 – 0 pkt
Zasady ustalania kolejności: 1. liczba zwycięstw, 2. liczba punktów, 3. stosunek setów, 4. stosunek małych punktów, 5. bilans w bezpośrednich meczach
Legenda:   awans do półfinału
Wyniki
| Data  | Godz. | Drużyna 1           | Wynik | Drużyna 2      | 1     | 2     | 3     | 4 | 5 | Widzów | * |
| ----- | ----- | ------------------- | ----- | -------------- | ----- | ----- | ----- | - | - | ------ | - |
| 27.10 | 17:10 | Pajkan Teheran      | 3:0   | Al-Ahly Kair   | 25:19 | 25:20 | 25:15 |   |   | 598    | 4 |
| 28.10 | 17:30 | UPCN San Juan Vóley | 3:0   | Al-Ahly Kair   | 25:23 | 25:16 | 25:21 |   |   | 354    | 5 |
| 29.10 | 20:10 | UPCN San Juan Vóley | 0:3   | Pajkan Teheran | 22:25 | 22:25 | 22:25 |   |   | 1937   | 6 |

### Faza finałowa

#### Drabinka
|  |                     |                     |             |                   |   |               |               |       |
|  | Półfinały           | Półfinały           | Półfinały   |                   |   | Finał         | Finał         | Finał |
|  | Półfinały           | Półfinały           | Półfinały   |                   |   | Finał         | Finał         | Finał |
|  |                     |                     |             |                   |   |               |               |       |
|  |                     |                     |             |                   |   |               |               |       |
|  | Pajkan Teheran      | Pajkan Teheran      | 0           |                   |   |               |               |       |
|  | Pajkan Teheran      | Pajkan Teheran      | 0           |                   |   |               |               |       |
|  | Sada Cruzeiro       | Sada Cruzeiro       | 3           |                   |   |               |               |       |
|  | Sada Cruzeiro       | Sada Cruzeiro       | 3           |                   |   | Sada Cruzeiro | Sada Cruzeiro | 3     |
|  |                     |                     |             |                   |   | Sada Cruzeiro | Sada Cruzeiro | 3     |
|  |                     |                     | Zenit Kazań | Zenit Kazań       | 1 |               |               |       |
|  | Zenit Kazań         | Zenit Kazań         | Zenit Kazań | Zenit Kazań       | 1 | 3             |               |       |
|  | Zenit Kazań         | Zenit Kazań         |             |                   |   |               |               |       |
|  | UPCN San Juan Vóley | UPCN San Juan Vóley | 0           |                   |   |               |               |       |
|  | UPCN San Juan Vóley | UPCN San Juan Vóley | 0           | Mecz o 3. miejsce |   |               |               |       |
|  |                     |                     |             |                   |   |               |               |       |
|  |                     |                     |             |                   |   |               |               |       |
|  |                     |                     |             |                   |   |               |               |       |
|  | Pajkan Teheran      | Pajkan Teheran      | 2           |                   |   |               |               |       |
|  | Pajkan Teheran      | Pajkan Teheran      | 2           |                   |   |               |               |       |
|  | UPCN San Juan Vóley | UPCN San Juan Vóley | 3           |                   |   |               |               |       |
|  | UPCN San Juan Vóley | UPCN San Juan Vóley | 3           |                   |   |               |               |       |

#### Półfinały
| Data  | Godz. | Drużyna 1      | Wynik | Drużyna 2           | 1     | 2     | 3     | 4     | 5 | Widzów | * |
| ----- | ----- | -------------- | ----- | ------------------- | ----- | ----- | ----- | ----- | - | ------ | - |
| 30.10 | 17:30 | Zenit Kazań    | 3:0   | UPCN San Juan Vóley |       | 25:23 | 25:21 | 25:20 |   | 1323   | 7 |
| 30.10 | 20:00 | Pajkan Teheran | 0:3   | Sada Cruzeiro       | 19:25 | 17:25 | 17:25 |       |   | 4457   | 8 |

#### Mecz o 3. miejsce
| Data  | Godz. | Drużyna 1      | Wynik | Drużyna 2           | 1     | 2     | 3     | 4     | 5     | Widzów | * |
| ----- | ----- | -------------- | ----- | ------------------- | ----- | ----- | ----- | ----- | ----- | ------ | - |
| 31.10 | 11:40 | Pajkan Teheran | 2:3   | UPCN San Juan Vóley | 25:21 | 25:22 | 20:25 | 23:25 | 14:16 | 1397   | 9 |

#### Finał
| Data  | Godz. | Drużyna 1     | Wynik | Drużyna 2   | 1     | 2     | 3     | 4     | 5 | Widzów | *  |
| ----- | ----- | ------------- | ----- | ----------- | ----- | ----- | ----- | ----- | - | ------ | -- |
| 31.10 | 15:00 | Sada Cruzeiro | 3:1   | Zenit Kazań | 25:20 | 21:25 | 27:25 | 25:21 |   | 5916   | 10 |

#### Nagrody indywidualne
| Najlepszy zawodnik (MVP) | Najlepszy atakujący | Najlepsi środkowi                 | Najlepsi przyjmujący         | Najlepszy libero | Najlepszy rozgrywający |
| ------------------------ | ------------------- | --------------------------------- | ---------------------------- | ---------------- | ---------------------- |
| Joandry Leal             | Maksim Michajłow    | Nikołaj Nikołow Aleksandr Gucaluk | Wilfredo León Todor Aleksiew | Sérgio Nogueira  | William Arjona         |

## Klasyfikacja końcowa
| Miejsce | Drużyna              |
| ------- | -------------------- |
| złoto   | Sada Cruzeiro        |
| srebro  | Zenit Kazań          |
| brąz    | UPCN San Juan Vóley  |
| 4.      | Pajkan Teheran       |
| 5.      | Al-Ahly Kair         |
| 5.      | Capitanes de Arecibo |